# Pfaffenhoffen
Pfaffenhoffen je občina v departmaju Bas-Rhin francoske regije Alzacija.
Leta 1990 je v občini živelo 2 285 oseb oz. 645 oseb/km².